# Павлюченко, Павел Сергеевич
Павел Сергеевич Павлюченко (бел. Павел Сяргеевіч Паўлючэнка; род. 1 января 1998, Могилёв) — белорусский футболист, вратарь клуба «МЛ Витебск» и сборной Беларуси.

## Клубная карьера

### «Днепр» Могилёв
Воспитанник академии могилёвского «Днепра». В 2014 году стал выступать за дублирующий состав могилёвского клуба. В 2015 году футболист был переведён в основную команду, однако на протяжении всего сезона оставался лишь резервным вратарём. Дебютировал за клуб 16 апреля 2016 года в матче против светлогорского «Химика». Футболист смог выиграть конкуренцию за позицию основного вратаря клуба. Провёл за сезон 21 матч во всех турнирах, из которых половину отстоял с «сухим» счётом, и стал серебряным призёром Первой Лиги.

### «Динамо» Брест
Начало сезона 2017 года футболист начинал в дублирующем составе могилёвского «Днепра». В июле 2017 года футболист перешёл в брестское «Динамо». Дебютировал за клуб 27 августа 2017 года в матче против мозырской «Славии», также проведя свою дебютную встречу в рамках Высшей Лиги. Затем футболист провёл остаток сезона как игрок стартового состава, в которых сыграл 6 мачей, в которых допустил лишь 2 пропущенных мяча. По итогу сезона вместе с клубом занял 4 итоговое место в чемпионате.
Новый сезон футболист начал с победы 10 марта 2018 года за Суперкубок Беларуси, где брестский клуб оказался сильнее борисовского БАТЭ. Сам футболист тот матч пробыл на скамейке запасных, уступив место в воротах Александру Гутору. Свой первый матч в сезоне сыграл 12 мая 2018 года против «Витебска». Вместе с клубом футболист вышел в финал Кубка Беларуси, в котором 19 мая 2018 года одержал победу над борисовским БАТЭ. В июле вместе с клубом отправился на квалификационные матчи Лиги Европы УЕФА. Свой дебютный матч на еврокубковом турнире сыграл 26 июля 2018 года против афинского клуба «Атромитос». На протяжении всего сезона футболист оставался лишь резервным вратарём.
Сезон 2019 года футболист начал с победы 2 марта 2019 года за Суперкубок Беларуси, проведя весь матч против борисовского БАТЭ. Свой первый матч в чемпионате сыграл 14 апреля 2019 года также против борисовского клуба. Закрепиться в стартовом составе футболист по итогу сезону так и не смог, однако стал победителем Высшей Лиги. В декабре 2019 года футболист продлил контракт с брестским клубом.
В начале марта 2020 года футболист стал трёхкратным обладателем Суперкубка Беларуси, на этот раз выиграв титул у солигорского «Шахтёра». Первый матч в чемпионате сыграл 20 марта 2020 года против «Смолевичей». С начала нового сезона футболист стал получать больше игровой практики. В мае 2020 года вышел в финал Кубка Беларуси, однако сам футболист остался на скамейке запасных, а победу за титул забрал себе борисовский БАТЭ. В августе 2020 года отправился на квалификационный матч Лиги чемпионов УЕФА против боснийского клуба «Сараево», однако остался на скамейке запасных. В октябре 2020 года вместе с клубом отправился на квалификационные матч Лиги Европы УЕФА, где уступили болгарскому «Лудогорцу», где белорусский вратарь также остался на скамейке запасных. По итогу сезона футболист занял 4 итоговое место в чемпионате.

### «Рух» Брест
В январе 2021 года перешёл в брестский «Рух». Дебютировал за клуб 13 марта 2021 года в матче против «Гомеля». Футболист сразу же стал основным вратарём брестского клуба. В августе 2019 года появилась информация, что белорусский вратарь может перейти в российский «Зенит». Затем данную информацию подтвердили в пресс-службе российского клуба, сообщив, что футболист находится на просмотре. Однако по итогу просмотра футболист не подошёл клубу и тот в свою очередь вернулся в распоряжение брестского «Руха». По возвращении в клуб футболист остался основным вратарём и по итогу сезона удостоился награды лучшего вратаря Высшей Лиги.

### «Брук-Бет Термалица»
Был близок к трансферу в «Ахмат», однако 21 января 2022 года перешел из брестского «Руха» в польский клуб «Брук-Бет Термалица» из деревни Нецеча. Дебютировал игрок за польский клуб 19 февраля 2022 года против «Легии», отыграв на ноль, что позволило сыграть в ничью со счётом 0:0. 28 февраля 2022 года выиграл свой первый матч за польский клуб против «Краковии», пропустив только один гол. 5 марта 2022 года в матче против «Варты» отстоял на ноль, отбив пенальти, что помогло минимально обыграть соперника со счётом 1:0. Был включён в символическую сборную 24 тура Экстраклассы. 11 марта 2022 года проиграл свой первый матч за польский клуб, пропустив 2 забитых мяча с пенальти против «Заглембе». Попал в символическую сборную 26 тура Экстраклассы с наибольшим показателем сейвов среди вратарей. По итогам сезона 2021/22 вместе с клубом вылетел во второй польский дивизион.
Летом 2022 года продолжил тренироваться с польским клубом, отправившись на  учебно-тренировочный сбор, который проходил в Польше в городе Водзислав-Слёнски. Первый матч в польской Первой Лиге сыграл 1 августа 2022 года против клуба «Тыхы», пропустив 2 мяча. В клубе на проятжении сезона оставался резервным вратарём.

#### Аренда в «Гурник» Забже
В феврале 2023 года футболист на правах арендного соглашения отправился в «Гурник». Первый матч сыграл 11 марта 2023 года за вторую команду клуба в рамках Третьей Лиги против бжеговской «Стали». В июне 2023 года по окончании срока арендного соглашения покинул польский клуб, так и не дебютировав за основную команду.

### «Пахтакор»
В июле 2023 года появилась информация, что футболист может продолжить карьеру в узбекском клубе «Пахтакор». Вскоре футболист официально присоединился к узбекскому клубу, с которым подписал контракт на полтора сезона. Сезон в клубе футболист начал в роли резервного вратаря. В сентябре 2023 года вместе с клубом отправился на матчи Лиги чемпионов АФК. Дебютировал за клуб 8 октября 2023 года в матче против клуба «Андижан». Дебютный матч в Лиги чемпионов АФК сыграл 24 октября 2023 года против туркменского клуба «Ахал». По итогу сезона футболист вместе с клубом стал победителем чемпионата. В сезоне-2024 провел 14 матчей, пропустил 21 мяч и заработал одну желтую карточку. В трех играх оставил ворота «сухими». В общей сложности за полтора сезона в «Пахтакоре» Павлюченко провел 27 матчей.
В начале января 2025 года перешел в клуб «МЛ Витебск» на правах свободного агента.

## Карьера в сборной
С 2014 года выступал за сборные Беларуси различных возрастов. В ноябре 2017 года впервые был вызван в основную сборную на товарищеские матчи со сборными Армении и Грузии. Дебютировал в её составе 13 ноября в игре с Грузией (2:2), выйдя на замену после перерыва.

## Достижения
«Динамо-Брест»
- Чемпион Беларуси: 2019
- Обладатель Кубка Беларуси: 2017/18
- Обладатель Суперкубка Беларуси (3): 2018, 2019, 2020

«Пахтакор»
- Чемпион Узбекистана: 2023